# Berrechid (província)
Berrechid é uma província de Marrocos que faz parte da região de Casablanca-Settat. Tem uma área de 2.530 km² e uma população de 484.518 habitantes (em 2014). A sua capital é a cidade de Berrechid.

## Limites
Localizada na planície de Chaouia, os limites da província são:
- Norte com a região da Grande Casablanca[3].
- Oeste com a província de El Jadida[3].
- Sul com a província de Settat[3].
- Leste com a província de Benslimane[3].
- Noroeste faz fronteira com o Oceano Atlântico.

## Geografia
A província está localizada no oeste de Marrocos, perto da cidade de Casablanca, a uma altitude que varia de 0 a cerca de 250 m acima do nível do mar. A paisagem é caracterizada por áreas agrícolas.

## Clima
Devido à proximidade do mar, as temperaturas máximas diárias no verão raramente ultrapassam os 30 °C ; à noite eles caem para 15-20 ° C quando está nublado. No inverno, as temperaturas diurnas geralmente variam de 10 ° C a 20 ° C. A chuva cai apenas nos meses de inverno, ou seja, de novembro a fevereiro.

## História
A província de Berrechid foi criada em 2009 pelo desmembramento da província de Settat e pertenceu até a reforma administrativa de 2015  a extinta região de Chaouia-Ouardigha.